# 348 (số)
348 (ba trăm bốn mươi tám) là một số tự nhiên ngay sau 347 và ngay trước 349.